# Chiesa della Beata Vergine Immacolata alla Certosa
La chiesa della Beata Vergine Immacolata alla Certosa si trova in via Piero della Francesca n. 3, a Bologna.

## Storia
Prima chiesa della fase lercariana di Bologna, fece seguito al I° Congresso di architettura sacra indetto dal cardinale Giacomo Lercaro nel 1955. Commissionata proprio dall'arcivescovo di Bologna all'architetto Glauco Gresleri, fu progettata nel 1956-57 e realizzata entro il 1961; fu subito segno dei tempi nuovi e la sua immagine, pubblicata su libri e riviste, fece in breve il giro d’Europa anticipando il principio della partecipazione che diventerà il punto forte del rinnovamento liturgico con Concilio Vaticano II. 
Il progetto preliminare composto da elaborati grafici e plastico è pubblicato per la prima volta a cura del Centro studio e informazione per l'architettura sacra sulla rivista Chiesa e Quartiere n. 3 del settembre 1957. Viene inserita nel 1966 nel catalogo Bolaffi dell'architettura italiana e sarà presente nel tempo su volumi dedicati agli edifici di culto a livello europeo come nelle guide dedicate all'architettura moderna della città di Bologna.
L'opera è selezionata dalla Direzione Generale Creatività Contemporanea del MIBAC tra le architetture del secondo '900.

## Descrizione
Una struttura semplice di quattro portali doppi e traversi di collegamento, il tutto rigidamente modulato su ml 5,00. Un nastro libero di parete realizzato in foratoni imbottiti da grosso strato di intonaco si snoda sotto di essa a racchiudere e a dar forma allo spazio interno. La luce naturale permea la costruzione e la trapassa caratterizzandosi secondo le forature. Scende a pioggia sopra l’altare attraverso la cupola a “pozzo”; si diffonde, filtrata, dalla sutura vitrea tra parete e copertura; si riflette dal grande lucernario sopra la galleria; cola colorata attraversando la parete a vetri sopra la sagrestia; è direzionata verso il Santissimo dalla finestra “a cassetta” della cappella. I materiali sono elementari: cemento armato a vista, intonaco calcinato tirato a mano, vetro, legno, acciaio.